# Municipio de Birtsell
El municipio de Birtsell (en inglés: Birtsell Township) es un municipio ubicado en el condado de Foster en el estado estadounidense de Dakota del Norte. En el año 2010 tenía una población de 97 habitantes y una densidad poblacional de 1,04 personas por km².

## Geografía
El municipio de Birtsell se encuentra ubicado en las coordenadas 47°32′13″N 99°11′31″O / 47.53694, -99.19194. Según la Oficina del Censo de los Estados Unidos, el municipio tiene una superficie total de 92.92 km², de la cual 92,59 km² corresponden a tierra firme y (0,35 %) 0,33 km² es agua.

## Demografía
Según el censo de 2010, había 97 personas residiendo en el municipio de Birtsell. La densidad de población era de 1,04 hab./km². De los 97 habitantes, el municipio de Birtsell estaba compuesto por el 98,97 % blancos, el 1,03 % eran amerindios. Del total de la población el 0 % eran hispanos o latinos de cualquier raza.